# Mengomeyén
Mongomeyén es una ciudad ecuatoguineana que se localiza en Río Muni, la parte continental del país. En esta población se encuentra ubicado el Aeropuerto Internacional Presidente Obiang Nguema, inaugurado en 2012 y que atiende a la población de Oyala-Ciudad de la Paz (situada aproximadamente a 20 km) y a la ciudad de Mongomo.
Esta localidad es perteneciente a la provincia de Wele-Nzas.